# Leptogenys punctaticeps
Leptogenys punctaticeps är en myrart som beskrevs av Carlo Emery 1890. Leptogenys punctaticeps ingår i släktet Leptogenys och familjen myror. Inga underarter finns listade i Catalogue of Life.

## Bildgalleri

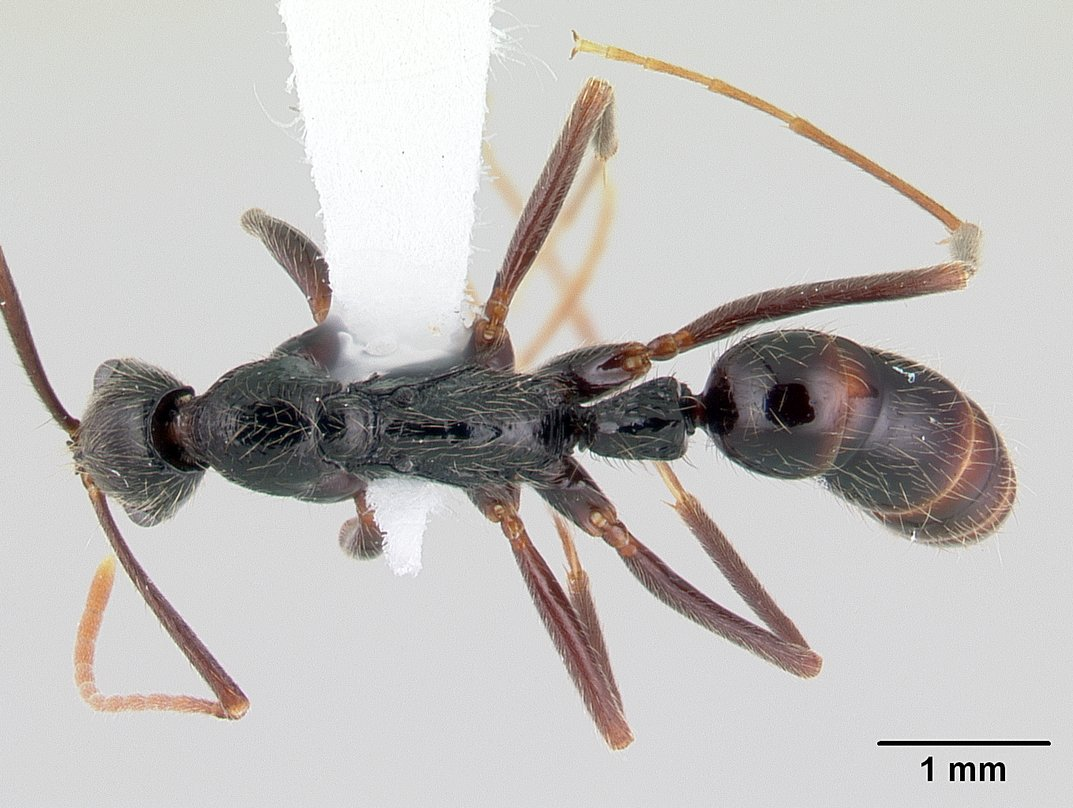
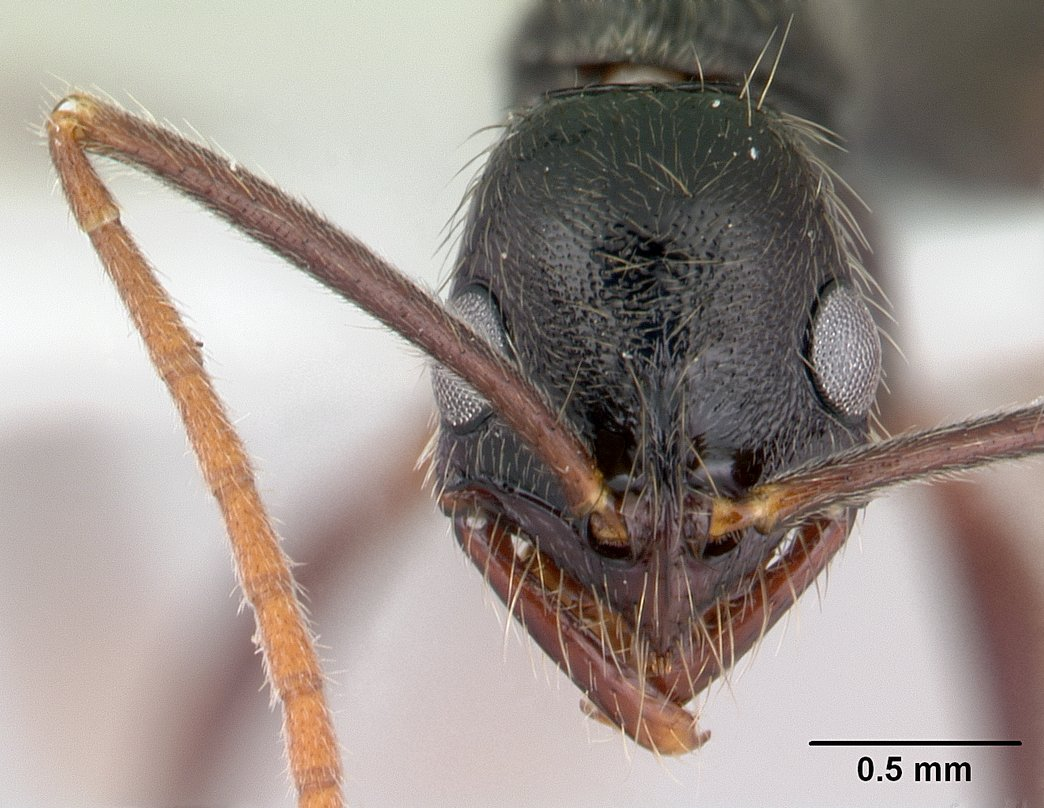
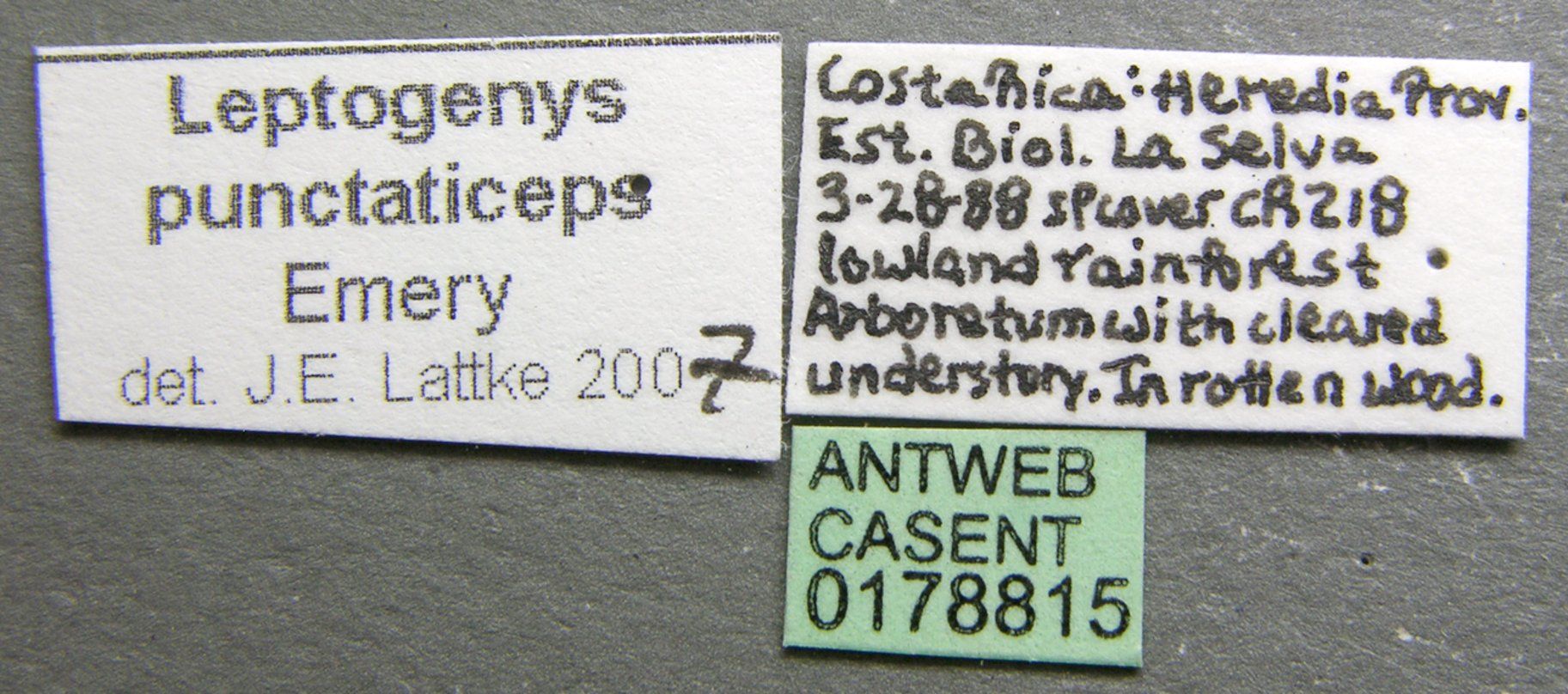
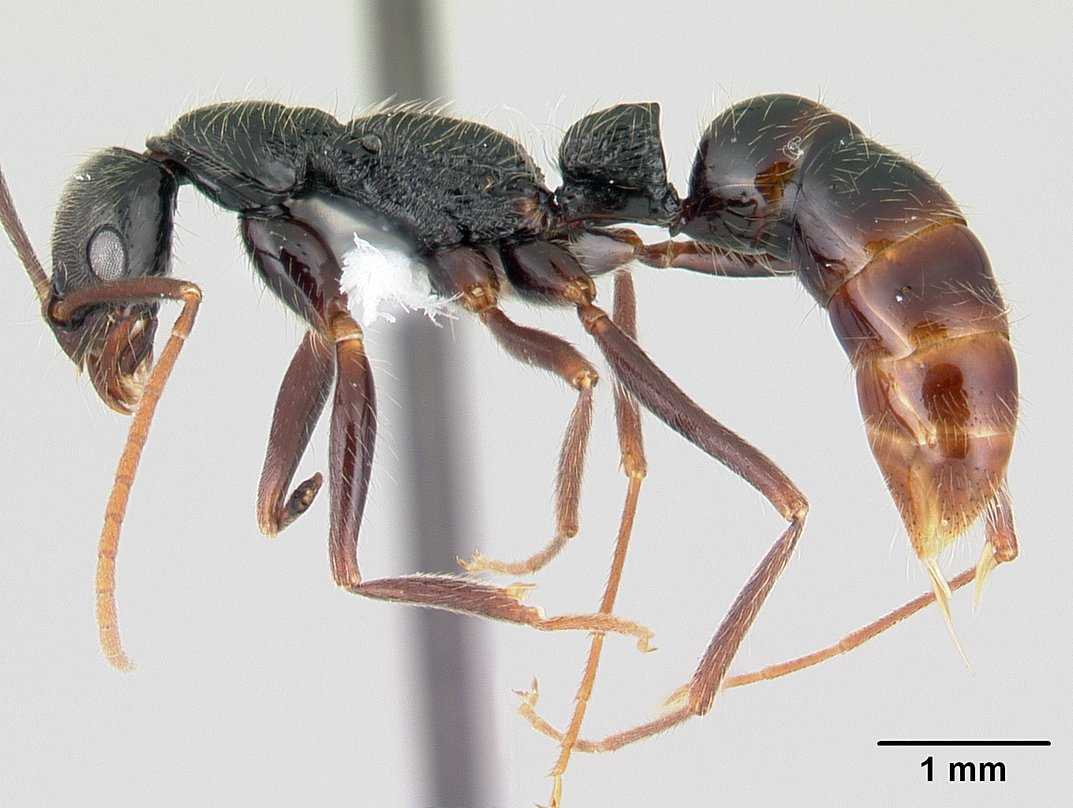